# El Pozo, San Juan Cancuc
El Pozo är en ort i Mexiko.   Den ligger i kommunen San Juan Cancuc och delstaten Chiapas, i den sydöstra delen av landet, 800 km öster om huvudstaden Mexico City. El Pozo ligger 1 077 meter över havet och antalet invånare är 1 758.
Terrängen runt El Pozo är kuperad söderut, men norrut är den bergig. Runt El Pozo är det ganska tätbefolkat, med 75 invånare per kvadratkilometer. Närmaste större samhälle är Pantelhó, 11,2 km nordväst om El Pozo. I omgivningarna runt El Pozo växer i huvudsak städsegrön lövskog.